# Clyde Duncan
Clyde Louis Duncan Jr. (Oxon Hill, 5 febbraio 1961 – Fort Washington, 16 febbraio 2015) è stato un giocatore di football americano statunitense che ha militato nel ruolo di wide receiver nella National Football League (NFL).

## Carriera
Al college Koch giocò a football a Tennessee. Fu scelto come diciassettesimo assoluto nel Draft NFL 1984 dai St. Louis Cardinals. La sua prima stagione fu influenzata da una disputa contrattuale, e non firmò con i Cardinals fino al 10 settembre. Poco dopo tuttavia si infortunò a una spalla, venendo inserito in lista infortunati. Nel 1985 Duncan riuscì a entrare in squadra ma ricevette solamente 4 passaggi e perse il suo ruolo come terzo ricevitore. Fu svincolato il 18 agosto 1986. In seguito fu acquisito dai Cleveland Browns nella primavera del 1987, ma fu svincolato prima dell'inizio della pre-stagione e non scese più in campo nella NFL.
Duncan morì all'età di 54 anni nel 2015.